# U-19-Handball-Europameisterschaft der Frauen 2021
Die 13. U-19-Handball-Europameisterschaft der Frauen wurde vom 8. Juli bis 18. Juli 2021 in Slowenien ausgetragen. Veranstalter war die Europäische Handballföderation (EHF). Ungarn gelang die Titelverteidigung.

## Vorrunde
Die Auslosung der Vorrundengruppen der U-19-Handball-Europameisterschaft der Frauen 2021 fand am 10. Februar 2021 in Österreich statt. In der Vorrunde spielt jede Mannschaft einer Gruppe einmal gegen jedes andere Team in der gleichen Gruppe. Die jeweils besten zwei Mannschaften jeder Gruppe qualifizieren sich für die Hauptrunde, die Gruppendritten und Gruppenvierten qualifizieren sich für die Zwischenrunde.

### Gruppe A
| Pl. | Land        | Sp. | S | U | N | Tore    | Diff. | Punkte |
| --- | ----------- | --- | - | - | - | ------- | ----- | ------ |
| 1.  | Deutschland | 3   | 2 | 0 | 1 | 080:730 | +7    | 04:20  |
| 2.  | Dänemark    | 3   | 2 | 0 | 1 | 080:640 | +16   | 04:20  |
| 3.  | Schweiz     | 3   | 2 | 0 | 1 | 085:750 | +10   | 04:20  |
| 4.  | Slowenien   | 3   | 0 | 0 | 3 | 063:960 | −33   | 00:60  |

Bei Punktgleichheit entschied der direkte Vergleich.
| 8. Juli 2021 17:00 Uhr | Deutschland           | 30:23        | Schweiz                   | Dvorana Golovec, Celje Zuschauer: 50 Schiedsrichter: Marion Kull, Alvar Tint |
| 8. Juli 2021 17:00 Uhr | meiste Tore: Hampel 7 | (12:10)      | meiste Tore: Emmenegger 8 | Dvorana Golovec, Celje Zuschauer: 50 Schiedsrichter: Marion Kull, Alvar Tint |
| 8. Juli 2021 17:00 Uhr | Strafen: 1× 8×        | Spielbericht | Strafen: 4×               | Dvorana Golovec, Celje Zuschauer: 50 Schiedsrichter: Marion Kull, Alvar Tint |

| 8. Juli 2021 19:30 Uhr | Dänemark                | 31:17        | Slowenien            | Dvorana Golovec, Celje Zuschauer: 100 Schiedsrichter: Yann Carmaux, Julien Mursch |
| 8. Juli 2021 19:30 Uhr | meiste Tore: Andersen 6 | (12:10)      | meiste Tore: Novak 5 | Dvorana Golovec, Celje Zuschauer: 100 Schiedsrichter: Yann Carmaux, Julien Mursch |
| 8. Juli 2021 19:30 Uhr | Strafen: 5×             | Spielbericht | Strafen: 4× 1×       | Dvorana Golovec, Celje Zuschauer: 100 Schiedsrichter: Yann Carmaux, Julien Mursch |

| 9. Juli 2021 17:00 Uhr | Schweiz                | 26:23        | Dänemark                 | Dvorana Golovec, Celje Zuschauer: 300 Schiedsrichter: Tomas Barysas, Povilas Petrušis |
| 9. Juli 2021 17:00 Uhr | meiste Tore: Heinzer 8 | (11:11)      | meiste Tore: Rasmussen 6 | Dvorana Golovec, Celje Zuschauer: 300 Schiedsrichter: Tomas Barysas, Povilas Petrušis |
| 9. Juli 2021 17:00 Uhr | Strafen: 2×            | Spielbericht | Strafen: 1×              | Dvorana Golovec, Celje Zuschauer: 300 Schiedsrichter: Tomas Barysas, Povilas Petrušis |

| 9. Juli 2021 19:00 Uhr | Slowenien            | 24:29        | Deutschland          | Dvorana Golovec, Celje Zuschauer: 66 Schiedsrichter: Erdoan Vitaku, Arsim Vitaku |
| 9. Juli 2021 19:00 Uhr | meiste Tore: Kralj 5 | (14:16)      | meiste Tore: Conze 9 | Dvorana Golovec, Celje Zuschauer: 66 Schiedsrichter: Erdoan Vitaku, Arsim Vitaku |
| 9. Juli 2021 19:00 Uhr | Strafen: 2× 1×       | Spielbericht | Strafen: 1× 2×       | Dvorana Golovec, Celje Zuschauer: 66 Schiedsrichter: Erdoan Vitaku, Arsim Vitaku |

| 11. Juli 2021 17:00 Uhr | Dänemark                 | 26:21        | Deutschland                      | Dvorana Golovec, Celje Zuschauer: 70 Schiedsrichter: Małgorzata Lidacka, Urszula Lesiak |
| 11. Juli 2021 17:00 Uhr | meiste Tore: Rasmussen 5 | (14:10)      | meiste Tore: Conze, Nielsen je 5 | Dvorana Golovec, Celje Zuschauer: 70 Schiedsrichter: Małgorzata Lidacka, Urszula Lesiak |
| 11. Juli 2021 17:00 Uhr | Strafen: 1×              | Spielbericht | Strafen: 3×                      | Dvorana Golovec, Celje Zuschauer: 70 Schiedsrichter: Małgorzata Lidacka, Urszula Lesiak |

| 11. Juli 2021 19:00 Uhr | Slowenien            | 22:36        | Schweiz                 | Dvorana Golovec, Celje Zuschauer: 200 Schiedsrichter: Ioanna Christidi, Ioanna Papamattheou |
| 11. Juli 2021 19:00 Uhr | meiste Tore: Kralj 9 | (11:18)      | meiste Tore: Heinzer 12 | Dvorana Golovec, Celje Zuschauer: 200 Schiedsrichter: Ioanna Christidi, Ioanna Papamattheou |
| 11. Juli 2021 19:00 Uhr | Strafen: 1× 2×       | Spielbericht | Strafen: 4×             | Dvorana Golovec, Celje Zuschauer: 200 Schiedsrichter: Ioanna Christidi, Ioanna Papamattheou |

### Gruppe B
| Pl. | Land     | Sp. | S | U | N | Tore    | Diff. | Punkte |
| --- | -------- | --- | - | - | - | ------- | ----- | ------ |
| 1.  | Schweden | 3   | 3 | 0 | 0 | 077:570 | +20   | 06:00  |
| 2.  | Russland | 3   | 2 | 0 | 1 | 073:570 | +16   | 04:20  |
| 3.  | Slowakei | 3   | 1 | 0 | 2 | 066:720 | −6    | 02:40  |
| 4.  | Portugal | 3   | 0 | 0 | 3 | 00:300  | −30   | 00:60  |

| 8. Juli 2021 15:00 Uhr | Schweden             | 37:29        | Slowakei             | Dvorana Golovec, Celje Zuschauer: 200 Schiedsrichter: Elena Pobedryna, Maryna Duplyj |
| 8. Juli 2021 15:00 Uhr | meiste Tore: Axnér 6 | (20:12)      | meiste Tore: Lancz 8 | Dvorana Golovec, Celje Zuschauer: 200 Schiedsrichter: Elena Pobedryna, Maryna Duplyj |
| 8. Juli 2021 15:00 Uhr | Strafen: 1× 6× 1×    | Spielbericht | Strafen: 1× 4×       | Dvorana Golovec, Celje Zuschauer: 200 Schiedsrichter: Elena Pobedryna, Maryna Duplyj |

|  | Russia | 10:0 * | Portugal |  |
|  | (5:0)  |        |          |  |
|  |        |        |          |  |

|  | Portugal | 0:10 | Schweden |  |
|  | (0:5)    |      |          |  |
|  |          |      |          |  |

| 9. Juli 2021 15:00 Uhr | Slowakei             | 27:35        | Russland                 | Dvorana Golovec, Celje Zuschauer: 150 Schiedsrichter: Danielo Bozhinovski, Viktor Nachevski |
| 9. Juli 2021 15:00 Uhr | meiste Tore: Lancz 8 | (9:18)       | meiste Tore: Alexejewa 6 | Dvorana Golovec, Celje Zuschauer: 150 Schiedsrichter: Danielo Bozhinovski, Viktor Nachevski |
| 9. Juli 2021 15:00 Uhr | Strafen: 4×          | Spielbericht | Strafen: 2× 4×           | Dvorana Golovec, Celje Zuschauer: 150 Schiedsrichter: Danielo Bozhinovski, Viktor Nachevski |

| 11. Juli 2021 15:00 Uhr | Schweden                         | 30:28        | Russland                     | Dvorana Golovec, Celje Zuschauer: 100 Schiedsrichter: Yann Carmaux, Julien Mursch |
| 11. Juli 2021 15:00 Uhr | meiste Tore: Koppang, Axnér je 8 | (10:14)      | meiste Tore: Sakordonskaja 8 | Dvorana Golovec, Celje Zuschauer: 100 Schiedsrichter: Yann Carmaux, Julien Mursch |
| 11. Juli 2021 15:00 Uhr | Strafen: 1× 5×                   | Spielbericht | Strafen: 1× 3×               | Dvorana Golovec, Celje Zuschauer: 100 Schiedsrichter: Yann Carmaux, Julien Mursch |

|  | Slowakei | 10:0 * | Portugal |  |
|  | (5:0)    |        |          |  |
|  |          |        |          |  |

### Gruppe C
| Pl. | Land       | Sp. | S | U | N | Tore    | Diff. | Punkte |
| --- | ---------- | --- | - | - | - | ------- | ----- | ------ |
| 1.  | Frankreich | 3   | 3 | 0 | 0 | 081:590 | +22   | 06:00  |
| 2.  | Kroatien   | 3   | 2 | 0 | 1 | 060:660 | −6    | 04:20  |
| 3.  | Montenegro | 3   | 1 | 0 | 2 | 076:720 | +4    | 02:40  |
| 4.  | Österreich | 3   | 0 | 0 | 3 | 066:860 | −20   | 00:60  |

| 8. Juli 2021 13:00 Uhr | Frankreich                | 29:20        | Montenegro                | Dvorana Zlatorog, Celje Zuschauer: 20 Schiedsrichter: Małgorzata Lidacka, Urszula Lesiak |
| 8. Juli 2021 13:00 Uhr | meiste Tore: Grandveau 10 | (14:11)      | meiste Tore: Džaferović 7 | Dvorana Zlatorog, Celje Zuschauer: 20 Schiedsrichter: Małgorzata Lidacka, Urszula Lesiak |
| 8. Juli 2021 13:00 Uhr | Strafen: 1× 2×            | Spielbericht | Strafen: 4×               | Dvorana Zlatorog, Celje Zuschauer: 20 Schiedsrichter: Małgorzata Lidacka, Urszula Lesiak |

| 8. Juli 2021 15:00 Uhr | Österreich            | 21:23        | Kroatien              | Dvorana Zlatorog, Celje Zuschauer: 55 Schiedsrichter: Erdogan Vitaku, Arsim Vitaku |
| 8. Juli 2021 15:00 Uhr | meiste Tore: Dramac 9 | (12:13)      | meiste Tore: Zrnić 11 | Dvorana Zlatorog, Celje Zuschauer: 55 Schiedsrichter: Erdogan Vitaku, Arsim Vitaku |
| 8. Juli 2021 15:00 Uhr | Strafen: 1× 5×        | Spielbericht | Strafen: 1× 10× 1×    | Dvorana Zlatorog, Celje Zuschauer: 55 Schiedsrichter: Erdogan Vitaku, Arsim Vitaku |

Nach dem Endstand von 23:24 legte Österreich Protest ein, da eine kroatische Spielerin nach ihrer dritten Zeitstrafe weiterhin am Spiel teilnahm. Daraufhin wurde entschieden, dass die letzten zehn Spielminuten, ohne die kroatische Spielerin, ab einem Spielstand von 18:19 nochmals zu wiederholen sind. Diese nachzuspielende Spielzeit fand am 10. Juli 2021 statt.
| 9. Juli 2021 13:00 Uhr | Kroatien                                | 14:24        | Frankreich                                        | Dvorana Zlatorog, Celje Zuschauer: 50 Schiedsrichter: Marion Kull, Alvar Tint |
| 9. Juli 2021 13:00 Uhr | meiste Tore: Zrnić, Vuljak, Birtić je 3 | (6:13)       | meiste Tore: Tshimanga, Chambonnier, Bouktit je 4 | Dvorana Zlatorog, Celje Zuschauer: 50 Schiedsrichter: Marion Kull, Alvar Tint |
| 9. Juli 2021 13:00 Uhr | Strafen: 1× 7×                          | Spielbericht | Strafen: 1× 3×                                    | Dvorana Zlatorog, Celje Zuschauer: 50 Schiedsrichter: Marion Kull, Alvar Tint |

| 9. Juli 2021 15:00 Uhr | Montenegro                | 35:20        | Österreich            | Dvorana Zlatorog, Celje Zuschauer: 39 Schiedsrichter: Aleksandar Jović, Nedim Arnautović |
| 9. Juli 2021 15:00 Uhr | meiste Tore: Džaferović 7 | (18:7)       | meiste Tore: Pandza 5 | Dvorana Zlatorog, Celje Zuschauer: 39 Schiedsrichter: Aleksandar Jović, Nedim Arnautović |
| 9. Juli 2021 15:00 Uhr | Strafen: 6× 1×            | Spielbericht | Strafen: 3×           | Dvorana Zlatorog, Celje Zuschauer: 39 Schiedsrichter: Aleksandar Jović, Nedim Arnautović |

| 11. Juli 2021 13:00 Uhr | Frankreich               | 28:25        | Österreich            | Dvorana Zlatorog, Celje Zuschauer: 50 Schiedsrichter: Ozren Backović, Mirko Palačković |
| 11. Juli 2021 13:00 Uhr | meiste Tore: Grandveau 8 | (14:14)      | meiste Tore: Pandza 6 | Dvorana Zlatorog, Celje Zuschauer: 50 Schiedsrichter: Ozren Backović, Mirko Palačković |
| 11. Juli 2021 13:00 Uhr | Strafen: 1× 3×           | Spielbericht | Strafen: 1× 4×        | Dvorana Zlatorog, Celje Zuschauer: 50 Schiedsrichter: Ozren Backović, Mirko Palačković |

| 11. Juli 2021 15:00 Uhr | Montenegro                | 21:23        | Kroatien             | Dvorana Zlatorog, Celje Zuschauer: 41 Schiedsrichter: Danielo Bozinovski, Viktor Nachevski |
| 11. Juli 2021 15:00 Uhr | meiste Tore: Džaferović 7 | (14:9)       | meiste Tore: Zrnić 6 | Dvorana Zlatorog, Celje Zuschauer: 41 Schiedsrichter: Danielo Bozinovski, Viktor Nachevski |
| 11. Juli 2021 15:00 Uhr | Strafen: 1× 4×            | Spielbericht | Strafen: 2×          | Dvorana Zlatorog, Celje Zuschauer: 41 Schiedsrichter: Danielo Bozinovski, Viktor Nachevski |

### Gruppe D
| Pl. | Land       | Sp. | S | U | N | Tore     | Diff. | Punkte |
| --- | ---------- | --- | - | - | - | -------- | ----- | ------ |
| 1.  | Ungarn     | 3   | 3 | 0 | 0 | 096:650  | +31   | 06:00  |
| 2.  | Rumänien   | 3   | 2 | 0 | 1 | 055:490  | +6    | 04:20  |
| 3.  | Tschechien | 3   | 1 | 0 | 2 | 048:580  | −10   | 02:40  |
| 4.  | Norwegen   | 3   | 0 | 0 | 3 | 073:1000 | −27   | 00:60  |

| 8. Juli 2021 17:00 Uhr | Ungarn                | 27:19        | Rumänien            | Dvorana Zlatorog, Celje Zuschauer: 43 Schiedsrichter: Aleksandar Jović, Nedim Arnautović |
| 8. Juli 2021 17:00 Uhr | meiste Tore: Kajdon 8 | (12:11)      | meiste Tore: Bors 5 | Dvorana Zlatorog, Celje Zuschauer: 43 Schiedsrichter: Aleksandar Jović, Nedim Arnautović |
| 8. Juli 2021 17:00 Uhr | Strafen: 3× 5×        | Spielbericht | Strafen: 2× 5×      | Dvorana Zlatorog, Celje Zuschauer: 43 Schiedsrichter: Aleksandar Jović, Nedim Arnautović |

| 8. Juli 2021 19:00 Uhr | Norwegen                | 25:28        | Tschechien              | Dvorana Zlatorog, Celje Zuschauer: 60 Schiedsrichter: Ozren Backović, Mirko Palačković |
| 8. Juli 2021 19:00 Uhr | meiste Tore: Andersen 6 | (10:12)      | meiste Tore: Königová 8 | Dvorana Zlatorog, Celje Zuschauer: 60 Schiedsrichter: Ozren Backović, Mirko Palačković |
| 8. Juli 2021 19:00 Uhr | Strafen: 2× 5×          | Spielbericht | Strafen: 1× 2×          | Dvorana Zlatorog, Celje Zuschauer: 60 Schiedsrichter: Ozren Backović, Mirko Palačković |

| 9. Juli 2021 17:00 Uhr | Tschechien                                       | 20:33        | Ungarn                   | Dvorana Zlatorog, Celje Zuschauer: 100 Schiedsrichter: Elena Pobedryna, Maryna Duplyj |
| 9. Juli 2021 17:00 Uhr | meiste Tore: Kubálková, Vostárková, Hejlová je 3 | (8:15)       | meiste Tore: Koronczai 8 | Dvorana Zlatorog, Celje Zuschauer: 100 Schiedsrichter: Elena Pobedryna, Maryna Duplyj |
| 9. Juli 2021 17:00 Uhr | Strafen: 2×                                      | Spielbericht | Strafen: 1× 3×           | Dvorana Zlatorog, Celje Zuschauer: 100 Schiedsrichter: Elena Pobedryna, Maryna Duplyj |

| 9. Juli 2021 19:00 Uhr | Rumänien               | 36:22        | Norwegen             | Dvorana Zlatorog, Celje Zuschauer: 59 Schiedsrichter: Ioanna Christidi, Ioanna Papamattheou |
| 9. Juli 2021 19:00 Uhr | meiste Tore: Gogîrlă 8 | (20:6)       | meiste Tore: Nypan 4 | Dvorana Zlatorog, Celje Zuschauer: 59 Schiedsrichter: Ioanna Christidi, Ioanna Papamattheou |
| 9. Juli 2021 19:00 Uhr | Strafen: 1× 7×         | Spielbericht | Strafen: 1× 4×       | Dvorana Zlatorog, Celje Zuschauer: 59 Schiedsrichter: Ioanna Christidi, Ioanna Papamattheou |

| 11. Juli 2021 17:00 Uhr | Ungarn                | 36:26        | Norwegen             | Dvorana Zlatorog, Celje Zuschauer: 71 Schiedsrichter: Erdoan Vitaku, Arsim Vitaku |
| 11. Juli 2021 17:00 Uhr | meiste Tore: Kajdon 5 | (21:15)      | meiste Tore: Nypan 6 | Dvorana Zlatorog, Celje Zuschauer: 71 Schiedsrichter: Erdoan Vitaku, Arsim Vitaku |
| 11. Juli 2021 17:00 Uhr | Strafen: 1× 5×        | Spielbericht | Strafen: 1× 2×       | Dvorana Zlatorog, Celje Zuschauer: 71 Schiedsrichter: Erdoan Vitaku, Arsim Vitaku |

| 11. Juli 2021 19:00 Uhr | Rumänien               | 27:25        | Tschechien                | Dvorana Zlatorog, Celje Zuschauer: 41 Schiedsrichter: Tomas Barysas, Povilas Petrušis |
| 11. Juli 2021 19:00 Uhr | meiste Tore: Gogîrlă 8 | (14:10)      | meiste Tore: Cholevová 10 | Dvorana Zlatorog, Celje Zuschauer: 41 Schiedsrichter: Tomas Barysas, Povilas Petrušis |
| 11. Juli 2021 19:00 Uhr | Strafen: 1× 7×         | Spielbericht | Strafen: 2× 5× 1×         | Dvorana Zlatorog, Celje Zuschauer: 41 Schiedsrichter: Tomas Barysas, Povilas Petrušis |

## Hauptrunde
In dieser Runde nahmen die erst- und zweitplatzierten Teams aus der Vorrunde teil. Das Spiel aus der Vorrunde wurde mit in die Hauptrunde genommen.

### Gruppe M1
| Pl. | Land        | Sp. | S | U | N | Tore    | Diff. | Punkte |
| --- | ----------- | --- | - | - | - | ------- | ----- | ------ |
| 1.  | Russland    | 3   | 2 | 0 | 1 | 083:790 | +4    | 04:20  |
| 2.  | Schweden    | 3   | 2 | 0 | 1 | 084:780 | +6    | 04:20  |
| 3.  | Dänemark    | 3   | 2 | 0 | 1 | 075:720 | +3    | 04:20  |
| 4.  | Deutschland | 3   | 0 | 0 | 3 | 071:840 | −13   | 00:60  |

Bei Punktgleichheit entschied der direkte Vergleich.
| 13. Juli 2021 17:00 Uhr | Dänemark             | 24:27        | Russland                | Dvorana Zlatorog, Celje Zuschauer: 91 Schiedsrichter: Ioanna Christidi, Ioanna Papamattheou |
| 13. Juli 2021 17:00 Uhr | meiste Tore: Skott 6 | (12:14)      | meiste Tore: Stazenko 8 | Dvorana Zlatorog, Celje Zuschauer: 91 Schiedsrichter: Ioanna Christidi, Ioanna Papamattheou |
| 13. Juli 2021 17:00 Uhr | Strafen: 5×          | Spielbericht | Strafen: 1×             | Dvorana Zlatorog, Celje Zuschauer: 91 Schiedsrichter: Ioanna Christidi, Ioanna Papamattheou |

| 13. Juli 2021 19:00 Uhr | Deutschland          | 25:30        | Schweden             | Dvorana Zlatorog, Celje Zuschauer: 100 Schiedsrichter: Ozren Backović, Mirko Palačković |
| 13. Juli 2021 19:00 Uhr | meiste Tore: Engel 9 | (14:15)      | meiste Tore: Axnér 9 | Dvorana Zlatorog, Celje Zuschauer: 100 Schiedsrichter: Ozren Backović, Mirko Palačković |
| 13. Juli 2021 19:00 Uhr | Strafen: 4×          | Spielbericht | Strafen: 1× 2×       | Dvorana Zlatorog, Celje Zuschauer: 100 Schiedsrichter: Ozren Backović, Mirko Palačković |

| 14. Juli 2021 17:00 Uhr | Russland              | 28:25        | Deutschland            | Dvorana Zlatorog, Celje Zuschauer: 67 Schiedsrichter: Aleksandar Jović, Nedim Arnautović |
| 14. Juli 2021 17:00 Uhr | meiste Tore: Bajewa 6 | (15:10)      | meiste Tore: Nielsen 7 | Dvorana Zlatorog, Celje Zuschauer: 67 Schiedsrichter: Aleksandar Jović, Nedim Arnautović |
| 14. Juli 2021 17:00 Uhr | Strafen: 2×           | Spielbericht | Strafen: 4×            | Dvorana Zlatorog, Celje Zuschauer: 67 Schiedsrichter: Aleksandar Jović, Nedim Arnautović |

| 14. Juli 2021 19:00 Uhr | Schweden                         | 24:25        | Dänemark               | Dvorana Zlatorog, Celje Zuschauer: 82 Schiedsrichter: Yann Carmaux, Julien Mursch |
| 14. Juli 2021 19:00 Uhr | meiste Tore: Koppang, Axnér je 6 | (12:15)      | meiste Tore: Wierzba 6 | Dvorana Zlatorog, Celje Zuschauer: 82 Schiedsrichter: Yann Carmaux, Julien Mursch |
| 14. Juli 2021 19:00 Uhr | Strafen: 6×                      | Spielbericht | Strafen: 1× 4× 1×      | Dvorana Zlatorog, Celje Zuschauer: 82 Schiedsrichter: Yann Carmaux, Julien Mursch |

### Gruppe M2
| Pl. | Land       | Sp. | S | U | N | Tore    | Diff. | Punkte |
| --- | ---------- | --- | - | - | - | ------- | ----- | ------ |
| 1.  | Ungarn     | 3   | 3 | 0 | 0 | 082:590 | +23   | 06:00  |
| 2.  | Frankreich | 3   | 2 | 0 | 1 | 071:610 | +10   | 04:20  |
| 3.  | Rumänien   | 3   | 1 | 0 | 2 | 075:780 | −3    | 02:40  |
| 4.  | Kroatien   | 3   | 0 | 0 | 3 | 058:880 | −30   | 00:60  |

| 13. Juli 2021 13:00 Uhr | Kroatien             | 20:29        | Rumänien           | Dvorana Zlatorog, Celje Zuschauer: 64 Schiedsrichter: Małgorzata Lidacka, Urszula Lesiak |
| 13. Juli 2021 13:00 Uhr | meiste Tore: Zrnić 7 | (10:13)      | meiste Tore: Ion 7 | Dvorana Zlatorog, Celje Zuschauer: 64 Schiedsrichter: Małgorzata Lidacka, Urszula Lesiak |
| 13. Juli 2021 13:00 Uhr | Strafen: 1× 3×       | Spielbericht |                    | Dvorana Zlatorog, Celje Zuschauer: 64 Schiedsrichter: Małgorzata Lidacka, Urszula Lesiak |

| 13. Juli 2021 15:00 Uhr | Frankreich                 | 16:20        | Ungarn                | Dvorana Zlatorog, Celje Zuschauer: 100 Schiedsrichter: Danielo Bozhinovski, Viktor Nachevski |
| 13. Juli 2021 15:00 Uhr | meiste Tore: Chambonnier 7 | (8:11)       | meiste Tore: Kukely 4 | Dvorana Zlatorog, Celje Zuschauer: 100 Schiedsrichter: Danielo Bozhinovski, Viktor Nachevski |
| 13. Juli 2021 15:00 Uhr | Strafen: 1× 3×             | Spielbericht | Strafen: 2× 1×        | Dvorana Zlatorog, Celje Zuschauer: 100 Schiedsrichter: Danielo Bozhinovski, Viktor Nachevski |

| 14. Juli 2021 13:00 Uhr | Rumänien                | 27:31        | Frankreich             | Dvorana Zlatorog, Celje Zuschauer: 50 Schiedsrichter: Tomas Barysas, Povilas Petrušis |
| 14. Juli 2021 13:00 Uhr | meiste Tore: Gogîrlă 13 | (14:12)      | meiste Tore: Kanoute 7 | Dvorana Zlatorog, Celje Zuschauer: 50 Schiedsrichter: Tomas Barysas, Povilas Petrušis |
| 14. Juli 2021 13:00 Uhr | Strafen: 1× 3×          | Spielbericht | Strafen: 1×            | Dvorana Zlatorog, Celje Zuschauer: 50 Schiedsrichter: Tomas Barysas, Povilas Petrušis |

| 14. Juli 2021 15:00 Uhr | Ungarn                | 35:24        | Kroatien                     | Dvorana Zlatorog, Celje Zuschauer: 50 Schiedsrichter: Elena Pobedryna, Maryna Duplyj |
| 14. Juli 2021 15:00 Uhr | meiste Tore: Juhász 6 | (16:9)       | meiste Tore: Zrnić, Birtić 4 | Dvorana Zlatorog, Celje Zuschauer: 50 Schiedsrichter: Elena Pobedryna, Maryna Duplyj |
| 14. Juli 2021 15:00 Uhr | Strafen: 4×           | Spielbericht | Strafen: 5×                  | Dvorana Zlatorog, Celje Zuschauer: 50 Schiedsrichter: Elena Pobedryna, Maryna Duplyj |

## Finalrunde

### Übersicht
|  | Halbfinale | Halbfinale | Halbfinale |  |          | Finale           | Finale           | Finale           |
|  |            |            |            |  |          |                  |                  |                  |
|  |            |            |            |  |          |                  |                  |                  |
|  |            | Russland   | 25         |  |          |                  |                  |                  |
|  |            | Frankreich | 24         |  |          |                  |                  |                  |
|  |            |            |            |  | Russland | 22               |                  |                  |
|  |            |            |            |  |          | Ungarn           | 31               |                  |
|  |            | Ungarn     | 33         |  |          |                  |                  |                  |
|  |            | Schweden   | 26         |  |          | Spiel um Platz 3 | Spiel um Platz 3 | Spiel um Platz 3 |
|  |            |            |            |  |          |                  | Frankreich       | 30               |
|  |            | Schweden   | 29         |  |          |                  |                  |                  |
|  |            |            |            |  |          |                  |                  |                  |

### Halbfinale
| 16. Juli 2021 17:00 Uhr | Russland              | 25:24        | Frankreich             | Dvorana Zlatorog, Celje Zuschauer: 150 Schiedsrichter: Aleksandar Jović, Nedim Arnautović |
| 16. Juli 2021 17:00 Uhr | meiste Tore: Bajewa 5 | (13:13)      | meiste Tore: Bouktit 6 | Dvorana Zlatorog, Celje Zuschauer: 150 Schiedsrichter: Aleksandar Jović, Nedim Arnautović |
| 16. Juli 2021 17:00 Uhr |                       | Spielbericht | Strafen: 1×            | Dvorana Zlatorog, Celje Zuschauer: 150 Schiedsrichter: Aleksandar Jović, Nedim Arnautović |

| 16. Juli 2021 19:30 Uhr | Ungarn                | 33:26        | Schweden             | Dvorana Zlatorog, Celje Zuschauer: 300 Schiedsrichter: Yann Carmaux, Julien Mursch |
| 16. Juli 2021 19:30 Uhr | meiste Tore: Faragó 9 | (16:15)      | meiste Tore: Axnér 8 | Dvorana Zlatorog, Celje Zuschauer: 300 Schiedsrichter: Yann Carmaux, Julien Mursch |
| 16. Juli 2021 19:30 Uhr | Strafen: 4×           | Spielbericht | Strafen: 4×          | Dvorana Zlatorog, Celje Zuschauer: 300 Schiedsrichter: Yann Carmaux, Julien Mursch |

### Spiel um Platz 3
| 18. Juli 2021 12:00 Uhr | Frankreich                | 30:29        | Schweden               | Dvorana Zlatorog, Celje Zuschauer: 200 Schiedsrichter: Elena Pobedryna, Maryna Duplyj |
| 18. Juli 2021 12:00 Uhr | meiste Tore: Grandveau 11 | (15:10)      | meiste Tore: Koppang 8 | Dvorana Zlatorog, Celje Zuschauer: 200 Schiedsrichter: Elena Pobedryna, Maryna Duplyj |
| 18. Juli 2021 12:00 Uhr | Strafen: 1×               | Spielbericht | Strafen: 5×            | Dvorana Zlatorog, Celje Zuschauer: 200 Schiedsrichter: Elena Pobedryna, Maryna Duplyj |

### Finale
| 18. Juli 2021 14:30 Uhr | Russland                     | 22:31        | Ungarn                | Dvorana Zlatorog, Celje Zuschauer: 528 Schiedsrichter: Ioanna Christidi, Ioanna Papamattheou |
| 18. Juli 2021 14:30 Uhr | meiste Tore: Sakordonskaja 6 | (11:17)      | meiste Tore: Farkas 7 | Dvorana Zlatorog, Celje Zuschauer: 528 Schiedsrichter: Ioanna Christidi, Ioanna Papamattheou |
| 18. Juli 2021 14:30 Uhr | Strafen: 2×                  | Spielbericht | Strafen: 1×           | Dvorana Zlatorog, Celje Zuschauer: 528 Schiedsrichter: Ioanna Christidi, Ioanna Papamattheou |

## Zwischenrunde
In dieser Runde nahmen die dritt- und viertplatzierten Teams aus der Vorrunde teil. Das Spiel aus der Vorrunde wurde mit in die Zwischenrunde genommen.

### Gruppe I1
| Pl. | Land      | Sp. | S | U | N | Tore    | Diff. | Punkte |
| --- | --------- | --- | - | - | - | ------- | ----- | ------ |
| 1.  | Schweiz   | 3   | 3 | 0 | 0 | 075:490 | +26   | 06:00  |
| 2.  | Slowakei  | 3   | 2 | 0 | 1 | 068:520 | +16   | 04:20  |
| 3.  | Slowenien | 3   | 1 | 0 | 2 | 055:670 | −12   | 02:40  |
| 4.  | Portugal  | 3   | 0 | 0 | 3 | 00:300  | −30   | 00:60  |

|  | Slowenien | 10:0 | Portugal |  |
|  | (5:0)     |      |          |  |
|  |           |      |          |  |

| 13. Juli 2021 15:00 Uhr | Schweiz                | 29:27        | Slowakei             | Dvorana Golovec, Celje Zuschauer: 70 Schiedsrichter: Marion Kull, Alvar Tint |
| 13. Juli 2021 15:00 Uhr | meiste Tore: Altherr 9 | (15:13)      | meiste Tore: Lancz 8 | Dvorana Golovec, Celje Zuschauer: 70 Schiedsrichter: Marion Kull, Alvar Tint |
| 13. Juli 2021 15:00 Uhr | Strafen: 7×            | Spielbericht | Strafen: 1× 5×       | Dvorana Golovec, Celje Zuschauer: 70 Schiedsrichter: Marion Kull, Alvar Tint |

|  | Portugal | 0:10 | Schweiz |  |
|  | (0:5)    |      |         |  |
|  |          |      |         |  |

| 14. Juli 2021 15:00 Uhr | Slowakei             | 31:23        | Slowenien            | Dvorana Golovec, Celje Zuschauer: 200 Schiedsrichter: Małgorzata Lidacka, Urszula Lesiak |
| 14. Juli 2021 15:00 Uhr | meiste Tore: Lancz 8 | (17:15)      | meiste Tore: Novak 6 | Dvorana Golovec, Celje Zuschauer: 200 Schiedsrichter: Małgorzata Lidacka, Urszula Lesiak |
| 14. Juli 2021 15:00 Uhr | Strafen: 1× 7×       | Spielbericht | Strafen: 1× 6×       | Dvorana Golovec, Celje Zuschauer: 200 Schiedsrichter: Małgorzata Lidacka, Urszula Lesiak |

### Gruppe I2
| Pl. | Land       | Sp. | S | U | N | Tore     | Diff. | Punkte |
| --- | ---------- | --- | - | - | - | -------- | ----- | ------ |
| 1.  | Tschechien | 3   | 2 | 0 | 1 | 079:780  | +1    | 04:20  |
| 2.  | Norwegen   | 3   | 2 | 0 | 1 | 0102:780 | +24   | 04:20  |
| 3.  | Montenegro | 3   | 1 | 0 | 2 | 079:750  | +4    | 02:40  |
| 4.  | Österreich | 3   | 1 | 0 | 2 | 079:1080 | −29   | 02:40  |

Bei Punktgleichheit entschied der direkte Vergleich.
| 13. Juli 2021 17:00 Uhr | Österreich             | 27:46        | Norwegen                | Dvorana Golovec, Celje Zuschauer: 30 Schiedsrichter: Yann Carmaux, Julien Mursch |
| 13. Juli 2021 17:00 Uhr | meiste Tore: Pandza 10 | (14:21)      | meiste Tore: Andersen 8 | Dvorana Golovec, Celje Zuschauer: 30 Schiedsrichter: Yann Carmaux, Julien Mursch |
| 13. Juli 2021 17:00 Uhr | Strafen: 1×            | Spielbericht | Strafen: 3×             | Dvorana Golovec, Celje Zuschauer: 30 Schiedsrichter: Yann Carmaux, Julien Mursch |

| 13. Juli 2021 19:00 Uhr | Montenegro             | 21:24        | Tschechien               | Dvorana Golovec, Celje Zuschauer: 30 Schiedsrichter: Erdoan Vitaku, Arsim Vitaku |
| 13. Juli 2021 19:00 Uhr | meiste Tore: Kadović 5 | (11:10)      | meiste Tore: Cholevová 8 | Dvorana Golovec, Celje Zuschauer: 30 Schiedsrichter: Erdoan Vitaku, Arsim Vitaku |
| 13. Juli 2021 19:00 Uhr | Strafen: 1× 4×         | Spielbericht | Strafen: 2× 3×           | Dvorana Golovec, Celje Zuschauer: 30 Schiedsrichter: Erdoan Vitaku, Arsim Vitaku |

| 14. Juli 2021 17:00 Uhr | Norwegen              | 31:23        | Montenegro                | Dvorana Golovec, Celje Zuschauer: 100 Schiedsrichter: Ozren Backović, Mirko Palačković |
| 14. Juli 2021 17:00 Uhr | meiste Tore: Nypan 10 | (16:12)      | meiste Tore: Džaferović 6 | Dvorana Golovec, Celje Zuschauer: 100 Schiedsrichter: Ozren Backović, Mirko Palačković |
| 14. Juli 2021 17:00 Uhr | Strafen: 1× 4×        | Spielbericht | Strafen: 3×               | Dvorana Golovec, Celje Zuschauer: 100 Schiedsrichter: Ozren Backović, Mirko Palačković |

| 14. Juli 2021 19:00 Uhr | Tschechien                | 27:32        | Österreich             | Dvorana Golovec, Celje Zuschauer: 50 Schiedsrichter: Marion Kull, Alvar Tint |
| 14. Juli 2021 19:00 Uhr | meiste Tore: Cholevová 10 | (12:14)      | meiste Tore: Dramac 12 | Dvorana Golovec, Celje Zuschauer: 50 Schiedsrichter: Marion Kull, Alvar Tint |
| 14. Juli 2021 19:00 Uhr | Strafen: 5×               | Spielbericht | Strafen: 5×            | Dvorana Golovec, Celje Zuschauer: 50 Schiedsrichter: Marion Kull, Alvar Tint |

## Platzierungsspiele

### Playoff um Platz 13–16
| 16. Juli 2021 14:45 Uhr | Slowenien             | 25:27        | Österreich             | Dvorana Golovec, Celje Zuschauer: 100 Schiedsrichter: Tomas Barysas, Povilas Petrušis |
| 16. Juli 2021 14:45 Uhr | meiste Tore: Novak 10 | (15:12)      | meiste Tore: Pandza 13 | Dvorana Golovec, Celje Zuschauer: 100 Schiedsrichter: Tomas Barysas, Povilas Petrušis |
| 16. Juli 2021 14:45 Uhr | Strafen: 1× 3×        | Spielbericht | Strafen: 6×            | Dvorana Golovec, Celje Zuschauer: 100 Schiedsrichter: Tomas Barysas, Povilas Petrušis |

|  | Montenegro | 10:0 | Portugal |  |
|  | (5:0)      |      |          |  |
|  |            |      |          |  |

#### Spiel um Platz 15
| 17. Juli 2021 12:30 Uhr | Slowenien    | 10:0 | Portugal | Dvorana Golovec, Celje |
| 17. Juli 2021 12:30 Uhr | (5:0)        |      |          | Dvorana Golovec, Celje |
| 17. Juli 2021 12:30 Uhr | Spielbericht |      |          | Dvorana Golovec, Celje |

#### Spiel um Platz 13
| 17. Juli 2021 14:45 Uhr | Österreich             | 31:33        | Montenegro                 | Dvorana Golovec, Celje Zuschauer: 50 Schiedsrichter: Marion Kull, Alvar Tint |
| 17. Juli 2021 14:45 Uhr | meiste Tore: Pandza 19 | (15:15)      | meiste Tore: Džaferović 11 | Dvorana Golovec, Celje Zuschauer: 50 Schiedsrichter: Marion Kull, Alvar Tint |
| 17. Juli 2021 14:45 Uhr | Strafen: 1× 5×         | Spielbericht | Strafen: 6× 1×             | Dvorana Golovec, Celje Zuschauer: 50 Schiedsrichter: Marion Kull, Alvar Tint |

### Playoff um Platz 9–12
| 16. Juli 2021 17:00 Uhr | Schweiz                 | 32:33        | Norwegen                                   | Dvorana Golovec, Celje Zuschauer: 30 Schiedsrichter: Marion Kull, Alvar Tint |
| 16. Juli 2021 17:00 Uhr | meiste Tore: Heinzer 10 | (15:17)      | meiste Tore: Nypan, Skindlo, Andersen je 5 | Dvorana Golovec, Celje Zuschauer: 30 Schiedsrichter: Marion Kull, Alvar Tint |
| 16. Juli 2021 17:00 Uhr | Strafen: 2×             | Spielbericht | Strafen: 7×                                | Dvorana Golovec, Celje Zuschauer: 30 Schiedsrichter: Marion Kull, Alvar Tint |

| 16. Juli 2021 19:15 Uhr | Tschechien                | 29:25   | Slowakei                        | Dvorana Golovec, Celje Zuschauer: 50 Schiedsrichter: Erdogan Vitaku, Arsim Vitaku |
| 16. Juli 2021 19:15 Uhr | meiste Tore: Cholevová 12 | (10:11) | meiste Tore: Lancz, Pálová je 6 | Dvorana Golovec, Celje Zuschauer: 50 Schiedsrichter: Erdogan Vitaku, Arsim Vitaku |
| 16. Juli 2021 19:15 Uhr | Spielbericht              |         |                                 | Dvorana Golovec, Celje Zuschauer: 50 Schiedsrichter: Erdogan Vitaku, Arsim Vitaku |

#### Spiel um Platz 11
| 17. Juli 2021 17:00 Uhr | Schweiz                | 33:28        | Slowakei             | Dvorana Golovec, Celje Zuschauer: 30 Schiedsrichter: Ozren Backović, Mirko Palačković |
| 17. Juli 2021 17:00 Uhr | meiste Tore: Altherr 9 | (15:11)      | meiste Tore: Lancz 8 | Dvorana Golovec, Celje Zuschauer: 30 Schiedsrichter: Ozren Backović, Mirko Palačković |
| 17. Juli 2021 17:00 Uhr | Strafen: 4×            | Spielbericht | Strafen: 2×          | Dvorana Golovec, Celje Zuschauer: 30 Schiedsrichter: Ozren Backović, Mirko Palačković |

#### Spiel um Platz 9
| 17. Juli 2021 19:15 Uhr | Norwegen                | 33:27        | Tschechien               | Dvorana Golovec, Celje Zuschauer: 50 Schiedsrichter: Erdogan Vitaku, Arsim Vitaku |
| 17. Juli 2021 19:15 Uhr | meiste Tore: Andersen 7 | (15:8)       | meiste Tore: Cholevová 8 | Dvorana Golovec, Celje Zuschauer: 50 Schiedsrichter: Erdogan Vitaku, Arsim Vitaku |
| 17. Juli 2021 19:15 Uhr | Strafen: 1× 5×          | Spielbericht | Strafen: 1×              | Dvorana Golovec, Celje Zuschauer: 50 Schiedsrichter: Erdogan Vitaku, Arsim Vitaku |

### Playoff um Platz 5–8
| 16. Juli 2021 12:30 Uhr | Dänemark                 | 24:22        | Kroatien             | Dvorana Zlatorog, Celje Zuschauer: 69 Schiedsrichter: Małgorzata Lidacka, Urszula Lesiak |
| 16. Juli 2021 12:30 Uhr | meiste Tore: Johannsen 5 | (12:12)      | meiste Tore: Zrnić 9 | Dvorana Zlatorog, Celje Zuschauer: 69 Schiedsrichter: Małgorzata Lidacka, Urszula Lesiak |
| 16. Juli 2021 12:30 Uhr | Strafen: 3×              | Spielbericht | Strafen: 4×          | Dvorana Zlatorog, Celje Zuschauer: 69 Schiedsrichter: Małgorzata Lidacka, Urszula Lesiak |

| 16. Juli 2021 14:45 Uhr | Rumänien              | 28:24        | Deutschland            | Dvorana Zlatorog, Celje Zuschauer: 50 Schiedsrichter: Ozren Backović, Mirko Palačković |
| 16. Juli 2021 14:45 Uhr | meiste Tore: Stoica 7 | (13:11)      | meiste Tore: Nielsen 6 | Dvorana Zlatorog, Celje Zuschauer: 50 Schiedsrichter: Ozren Backović, Mirko Palačković |
| 16. Juli 2021 14:45 Uhr | Strafen: 4×           | Spielbericht | Strafen: 7×            | Dvorana Zlatorog, Celje Zuschauer: 50 Schiedsrichter: Ozren Backović, Mirko Palačković |

#### Spiel um Platz 7
| 17. Juli 2021 14:30 Uhr | Kroatien             | 24:20        | Deutschland           | Dvorana Zlatorog, Celje Zuschauer: 50 Schiedsrichter: Małgorzata Lidacka, Urszula Lesiak |
| 17. Juli 2021 14:30 Uhr | meiste Tore: Brkić 7 | (12:12)      | meiste Tore: Hertha 5 | Dvorana Zlatorog, Celje Zuschauer: 50 Schiedsrichter: Małgorzata Lidacka, Urszula Lesiak |
| 17. Juli 2021 14:30 Uhr | Strafen: 3×          | Spielbericht | Strafen: 5×           | Dvorana Zlatorog, Celje Zuschauer: 50 Schiedsrichter: Małgorzata Lidacka, Urszula Lesiak |

#### Spiel um Platz 5
| 17. Juli 2021 16:45 Uhr | Dänemark                | 21:28        | Rumänien                | Dvorana Zlatorog, Celje Zuschauer: 50 Schiedsrichter: Tomas Barysas, Povilas Petrušis |
| 17. Juli 2021 16:45 Uhr | meiste Tore: Frandsen 7 | (10:15)      | meiste Tore: Gogîrlă 10 | Dvorana Zlatorog, Celje Zuschauer: 50 Schiedsrichter: Tomas Barysas, Povilas Petrušis |
| 17. Juli 2021 16:45 Uhr |                         | Spielbericht | Strafen: 2×             | Dvorana Zlatorog, Celje Zuschauer: 50 Schiedsrichter: Tomas Barysas, Povilas Petrušis |

## Torschützenliste
| Platz | Spieler             | Team       | Tore | Spiele |
| ----- | ------------------- | ---------- | ---- | ------ |
| 1.    | Katarina Pandza     | Österreich | 68   | 7      |
| 2.    | Charlotte Cholevová | Tschechien | 55   | 7      |
| 3.    | Alicia Gogîrlă      | Rumänien   | 53   | 7      |
| 4.    | Barbora Lancz       | Slowakei   | 46   | 7      |
| 5.    | Bruna Zrnić         | Kroatien   | 45   | 7      |
| 6.    | Tyra Axnér          | Schweden   | 43   | 6      |
| 7.    | Katarina Džaferović | Montenegro | 42   | 6      |
| 8.    | Kristina Dramac     | Österreich | 42   | 7      |
| 9.    | Léna Grandveau      | Frankreich | 39   | 7      |
| 10.   | Celia Heinzer       | Schweiz    | 39   | 6      |

## All-Star-Team
| Maja Mérai |                | Sarah Bouktit      |              | Bruna Zrnić |
|            | Darja Stazenko |                    | Nina Koppang |             |
|            |                | Léna Grandveau     |              |             |
|            |                | Weronika Tschipula |              |             |

Beste Abwehrspielerin: Charité Mumbongo 